# Кінномогойський
Пам'ятка природи «Кінномогойський» (рос. Памятник природы «Конномогойский») — ботанічна пам'ятка природи регіонального значення на території Астраханської області Південного федерального округу Російської Федерації.

## Географія
Пам'ятка природи розташована на території Новокрасинської сільради Володарського району Астраханської області. Знаходиться у східній частині надводної дельти Волги за 1 км на південний захід від села Кінний Могой. являє собою лучну ділянку на алювіальних насичених лучних солончакових малопотужних і малогумусних ґрунтах.

## Історія
Резерват був утворений 4 жовтня 1985 року з метою охорони еталонної ділянки заплавних лучних ландшафтів з очеретяно-скритницевим рослинним угрупуванням, характерним для Астраханської області. Вже довгі роки пам'ятка природи є моніторинговими ділянками №№5 та 6 лабораторії лукознавства Астраханського педагогічного університету, де проводяться багаторічні комплексні спостереження за станом і продуктивністю сінокосних угідь.

## Біоценоз
У пам'ятці природи охороняються рослинні угрупування з таких видів: очерет звичайний (тростина звичайна або тростина південна; Phrágmites austrális), бульбокомиш морський (Bolboschoenus maritimus), скритниця колюча (Crypsis aculeata), прибережниця берегова (прибережниця прибережна; Aeluropus littoralis), турнефорція сибірська (Tournefortia sibirica).

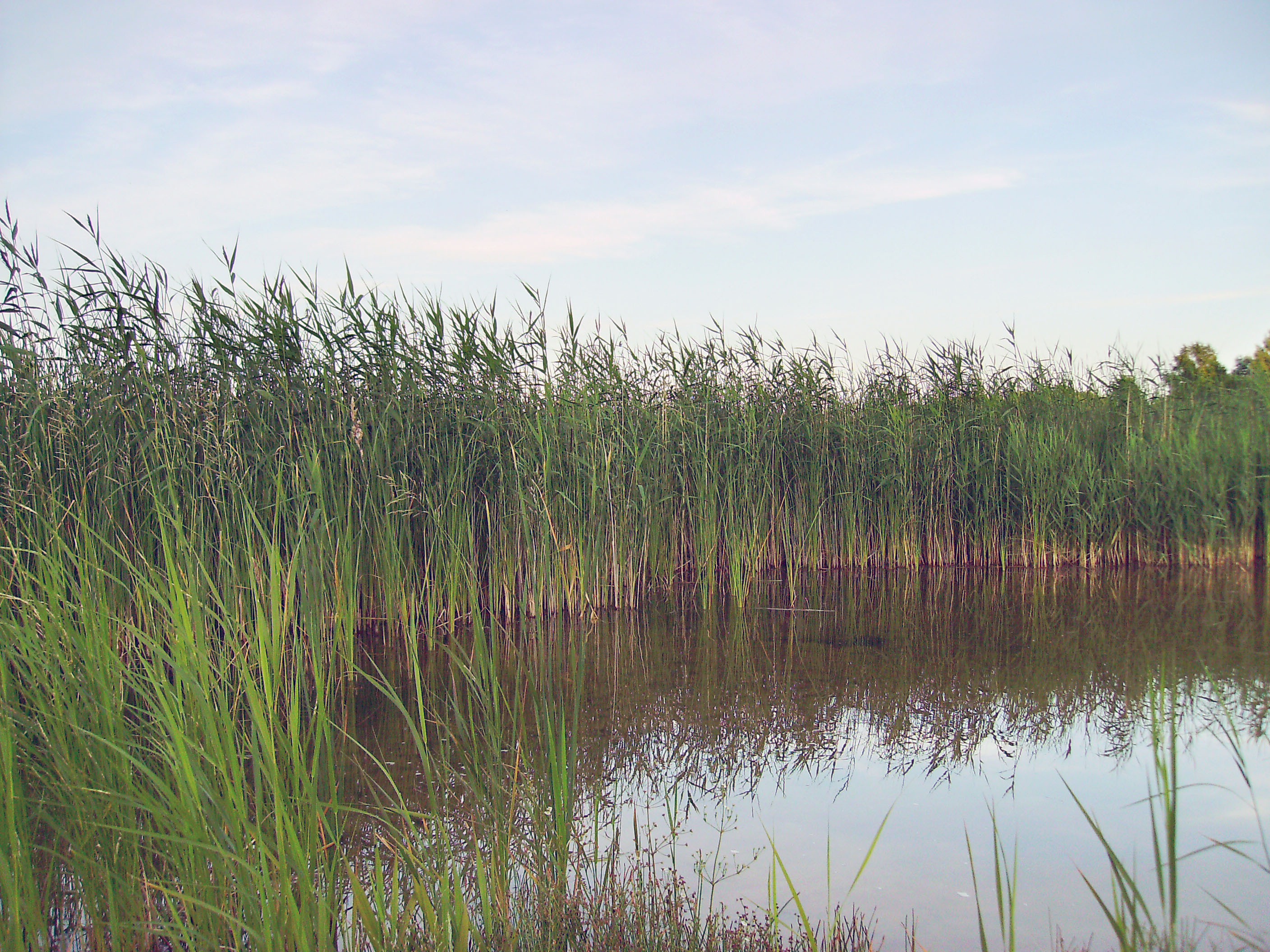
Очерет звичайний (тростина південна)
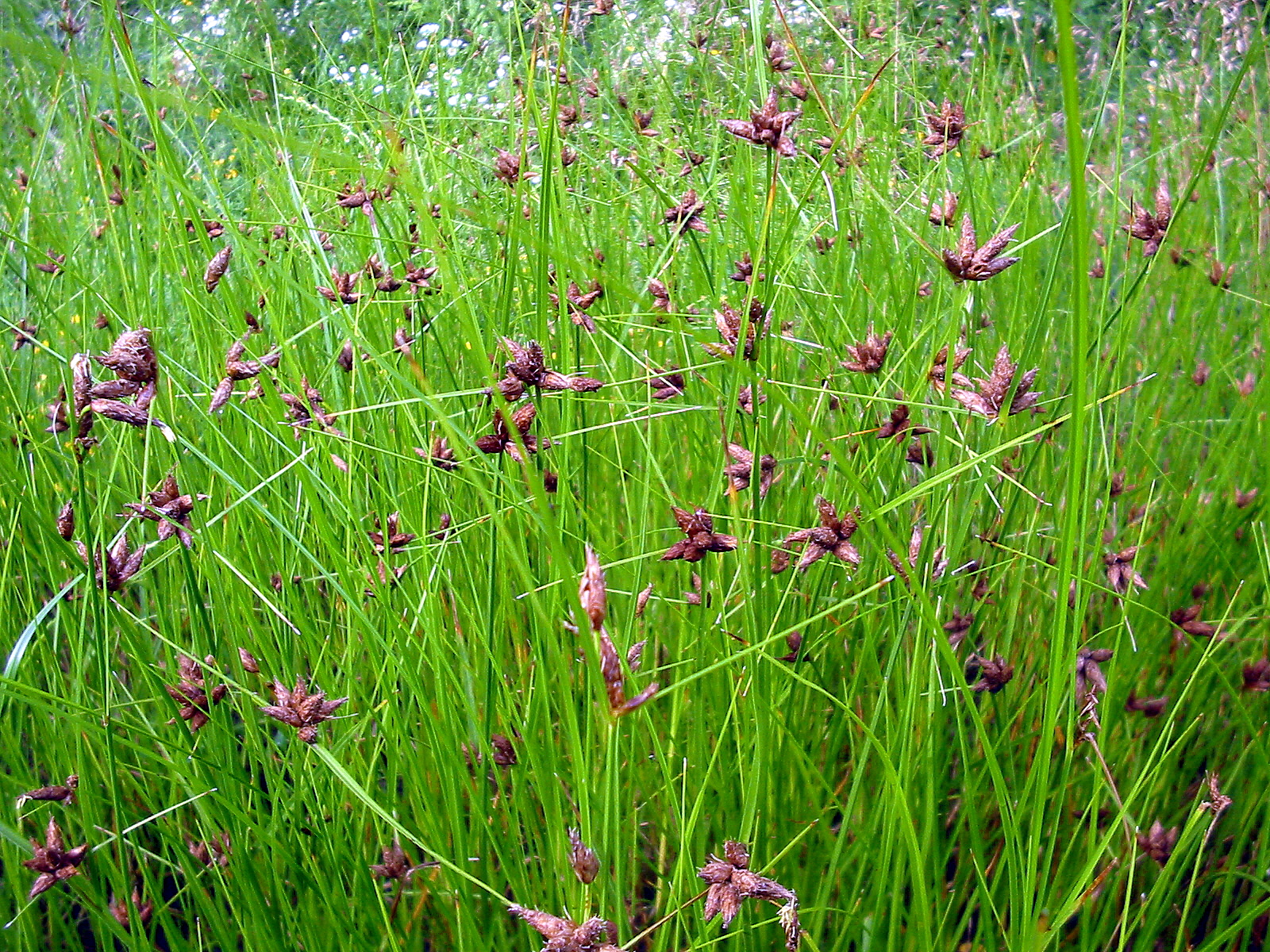
Бульбокомиш морський
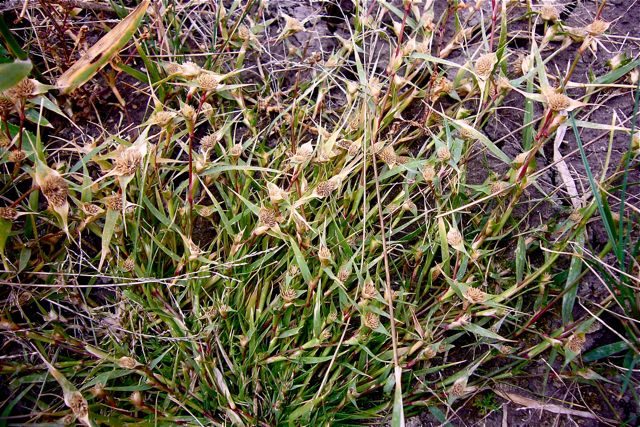
Скритниця колюча